# Túc Cần Minh Đạt
Túc Cần Minh Đạt (giản thể: 宿勤明达; phồn thể: 宿勤明達; bính âm: Sùqín Míngdá), ? – 531), tướng lĩnh khởi nghĩa Quan Lũng  trong giai đoạn sau của phong trào Lục Trấn khởi nghĩa phản kháng nhà Bắc Ngụy.

## Quá trình khởi nghĩa
Tháng 10 năm Chính Quang thứ 5 (524), thủ lĩnh nghĩa quân là Cao Bình vương Hồ Sâm phái Túc Cần Minh Đạt xâm nhiễu 3 châu Bân, Hạ, Bắc Hoa, triều đình phái Đô đốc Bắc Hải vương Nguyên Hạo soái quân thảo phạt.
Tháng 4 năm Chính Quang thứ 6 (525), Hồ Sâm chiếm cứ Cao Bình, phái bọn đại tướng Mặc Kỳ Sửu Nô, Túc Cần Minh Đạt xâm nhập Kính Châu, tướng quân Lư Tổ Thiên, Y Úng Sanh soái quân thảo phạt nhưng không có kết quả. Sau khi Tiêu Bảo Dần, Thôi Duyên Bá đánh bại Mạc Chiết Thiên Sanh, bèn lãnh quân hội họp với Lư Tổ Thiên tại An Định, cả thảy 12 vạn người, 8000 kỵ binh.
Mặc Kỳ Sửu Nô đóng quân cách 7 dặm An Định về phía tây bắc, không ngừng phái khinh kị khiêu chiến, nhưng khi đại quân Bắc Ngụy đến thì lui chạy. Thôi Duyên Bá cậy mình vũ dũng, lại vừa thắng trận, vì thế tự đề nghị đảm nhiệm tiền phong. Thôi Duyên Bá bày trận: mặt ngoài dựng thuẫn lớn, mặt trong kết xích; để bọn tráng sĩ ở ngoài, xe cộ quân nhu ở trong, tạo thành một khối vững chắc. Quan quân men đồng cỏ phía bắc An Định tiến lên, vào lúc sắp khai chiến, có vài trăm kỵ binh nghĩa quân trá xưng là dâng lên danh sách đầu hàng, cầu xin Thôi Duyên Bá tạm hoãn tấn công. Tiêu Bảo Dần, Thôi Duyên Bá chưa kịp phát hiện, Túc Cần Minh Đạt đã đem quân từ hướng đông bắc xông đến, trong khi kỵ binh trá hàng cũng từ phía tây tiếp cận, trước sau giáp kích. Thôi Duyên Bá lên ngựa ra sức đánh giết, đuổi theo đến tận doanh trại của nghĩa quân. Trong khi quan quân phần lớn là bộ binh, bắt đầu tỏ ra mỏi mệt, thì nghĩa quân đều là kỵ binh, thừa cơ lọt qua những tấm thuẫn. Vì thế quan quân đại bại, tử thương gần 2 vạn người, Tiêu Bảo Dần thu tàn quân về giữ An Định.
Thôi Duyên Bá lấy làm sỉ nhục, bèn tu sửa binh khí, chiêu mộ dũng sĩ, rồi từ An Định tây tiến, đóng trại tại vị trí cách doanh trại của nghĩa quân 7 dặm. Ngày Nhâm thìn tháng ấy, Thôi Duyên Bá không hề báo cáo với Tiêu Bảo Dần, đơn độc tập kích doanh trại của nghĩa quân, trong chớp mắt đã san bằng mấy lớp rào lũy của địch. Nghĩa quân phát hiện quan quân tranh nhau cướp bóc, bèn quay lại tấn công. Quan quân một lần nữa đại bại, mất đến vạn người, Thôi Duyên Bá trúng tên mà chết. Nghe tin Thôi Duyên Bá tử trận, trong triều ngoài cõi đều chấn động.
Tháng 10 năm Vĩnh An thứ 3 (530), vào lúc Nhĩ Chu Thiên Quang sắp hạ thành Bình Lương, Túc Cần Minh Đạt thỉnh cầu đầu hàng, nhưng về sau lại bỏ trốn lên phía bắc. Nhĩ Chu Thiên Quang phái Hạ Bạt Nhạc soái quân thảo phạt, ông trốn xuống Hạ Châu ở phía đông. Hạ Bạt Nhạc nghe tin Nhĩ Chu Vinh đã chết, nên không tiếp tục đuổi theo, mà quay về Kính Châu để đợi Nhĩ Chu Thiên Quang.
Tháng 4 năm sau (531), Nhĩ Chu Thiên Quang điều binh chinh thảo Túc Cần Minh Đạt. Ngày Quý hợi tháng ấy, ông bị bắt về Lạc Dương xử trảm.